# Wildberries
Wildberries(러시아어: Вайлдбериз)는 러시아의 최대 전자상거래 업체이다. 이 회사는 2004년 고려인인 타티아나 바칼추크에 의해 설립되었으며, 2004년 28세의 나이로 출산 휴가 중 모스크바 아파트에서 사업을 시작했다.  IT 기술자인 남편 블라디슬라브도 곧 그녀와 합류해 사업 성장을 도왔다.
러시아 외에도 우크라이나, 벨라루스, 카자흐스탄, 키르기스스탄 및 아르메니아, 폴란드, 슬로바키아에도 진출하였다.